# Пітон сітчастий
Пітон сітчастий (Broghammerus reticulatus) — неотруйна змія з роду Broghammerus родини пітони. Має 3 підвиди.

## Опис

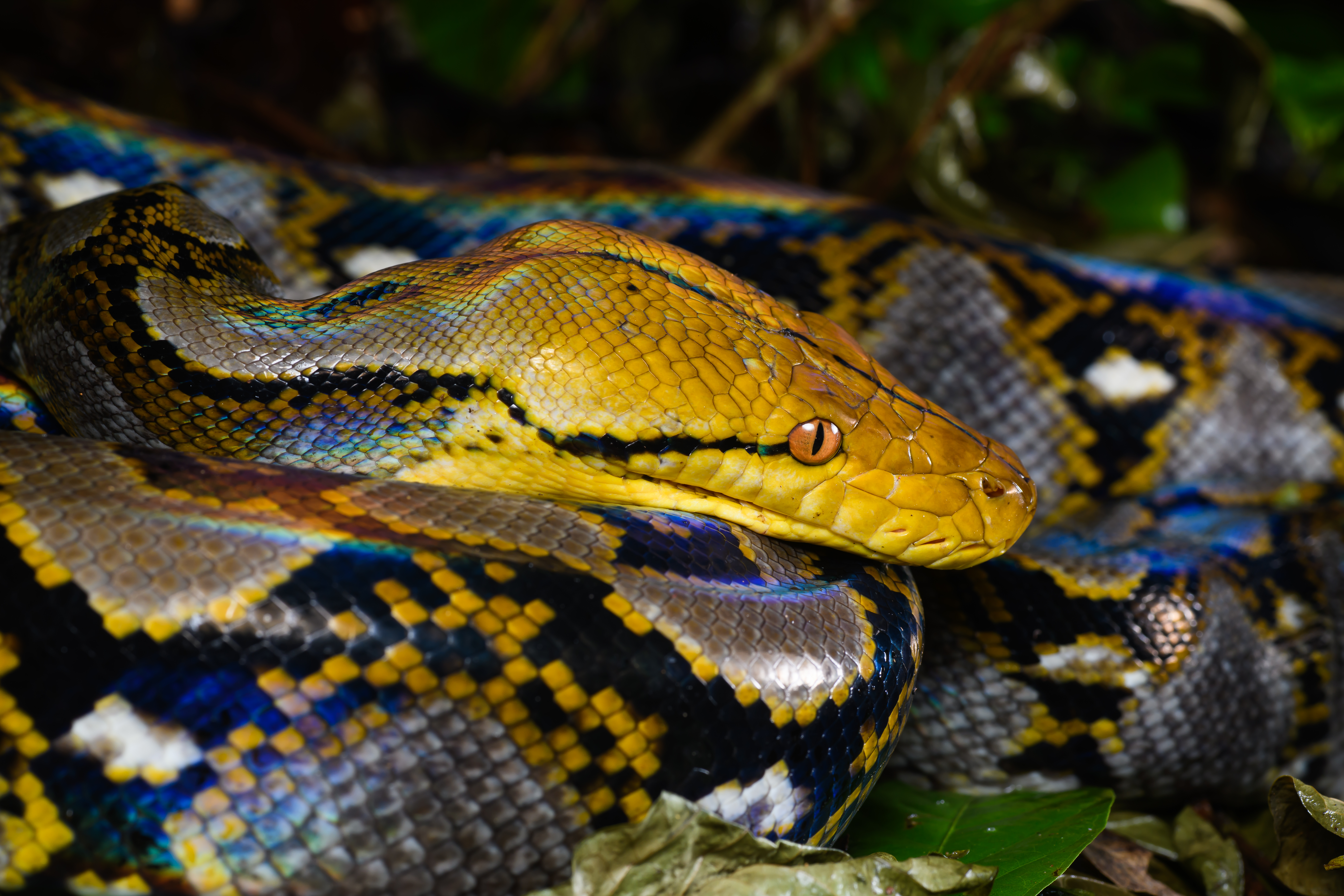
Голова сітчастого пітона

Одна з найбільших змій, довжиною до 12,2 м. Середній розмір становить 5—7 м. Вага досягає 140—145 кг. Уздовж спини розташовані світло-коричневі округло-ромбічні плями, обмежені з боків темно-бурою або чорною смугою із з'єднаних трикутників зі світлим центром. З боків розташовані світлі округло-квадратні плями. Луска має сильний райдужний блиск. Зустрічаються пітони-альбіноси.

## Спосіб життя

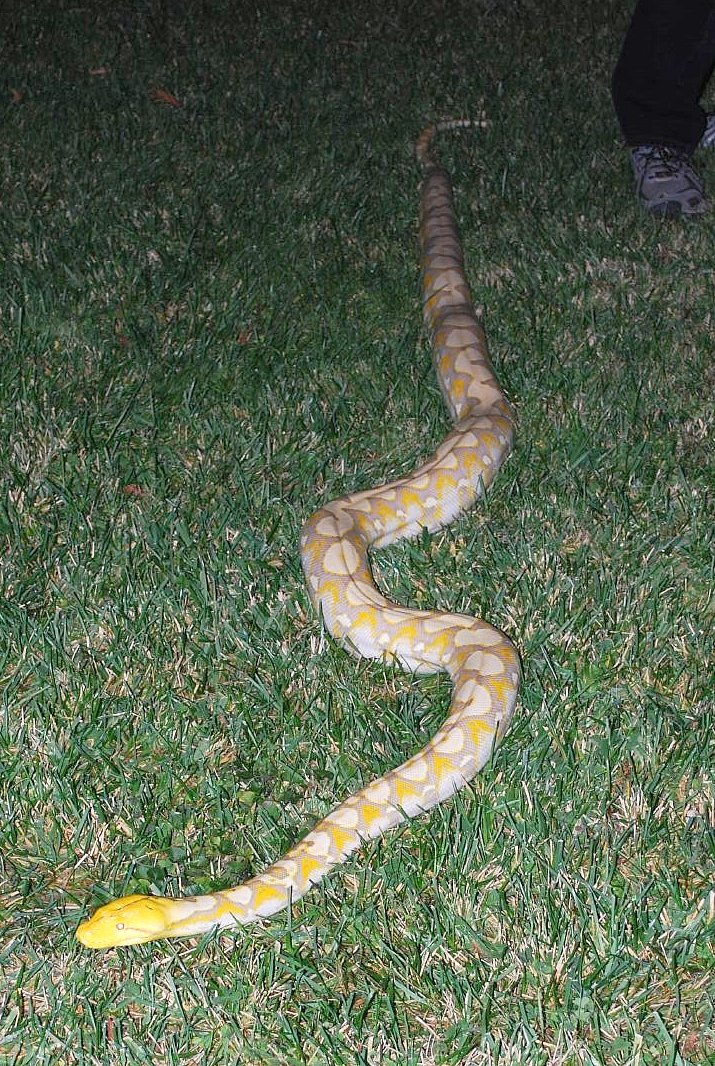
Сітчастий пітон-альбінос

Полюбляє густі вологі низинні ліси до середнього поясу гір, береги річок, нерідкісний в освоєних людиною районах, заходить у населені пункти. Добре лазить по деревах, гарно плаває та пірнає. Зустрічається на висоті до 1200 м над рівнем моря. Активний уночі. Харчується ссавцями середнього та великого розмірів, птахами, рептиліями, домашніми тваринами (свинями, козами, собаками).
Це яйцекладна змія. Самиця відкладає від 15 до 80 яєць.

## Розповсюдження
Мешкає від Бангладешу, південної М'янми через увесь Індокитай, до Малайзії, також на Зондських, Молуккських і Філіппінських островах.

## Підвиди
- Broghammerus reticulatus reticulatus
- Broghammerus reticulatus jampeanus
- Broghammerus reticulatus saputrai